# Mörderische Suche
Mörderische Suche (Arbeitstitel: Prager Blüten) ist ein deutscher Kriminalfilm des Regisseurs Johannes Grieser aus dem Jahr 2004. In der Hauptrolle verkörpert Ann-Kathrin Kramer als Katharina Benedek die Ehefrau des EU-Beamten Richard Benedek, der in Prag spurlos verschwindet. 

## Handlung
Eigentlich sind Katharina und Richard Benedek ein glückliches Ehepaar. Richards Arbeitsplatz als Beamter der EU ist allerdings Prag. Aus diesem Umstand resultiert die Tatsache, dass die beiden sich nur an den Wochenenden sehen können.
Der Urlaub in Barcelona, der Stadt, in der die Beziehung der beiden ihren Anfang nahm, ist bereits fest gebucht, als Katharina plötzlich feststellen muss, dass Richard in Prag spurlos verschwunden ist. Selbstverständlich platzen nun die Urlaubsplanungen, und sie begibt sich stattdessen in Prag auf die Suche nach Richard. Katharina, die bisher außer ihrer Kölner Heimatstadt noch nicht allzu viel in der Welt herumgekommen ist, fühlt sich in der tschechischen Metropole unwohl und teilweise überfordert. Dennoch sucht sie dort fieberhaft nach Spuren von Richard und gerät dabei in ein gefährliches Abenteuer. 
Katharina erfährt, dass Richard gar nicht mehr die Stelle eines Beamten der EU innehat, stattdessen führte er aber bereits seit Längerem eine Parallelbeziehung mit der attraktiven Begleitdame Vera Frantova. Des Weiteren erfährt Katharina von dem tschechischen Kommissar Pokorny, dass Richards Doppelleben noch weitaus größere Dimensionen angenommen hatte: Richard ist in dunkle Geldgeschäfte mit der russischen Mafia verstrickt: Richard hat die kriminelle Organisation um Falschgeld betrogen und war deshalb gezwungen, aus der Öffentlichkeit zu verschwinden, ohne Spuren zu hinterlassen.
Als im weiteren Verlauf der Handlung der in kriminellen Kreisen renommierte Geldfälscher Morak, der Vater der Prostituierten Vera, ermordet wird, befürchtet Katharina, dass sie in Wirklichkeit mit Robert die Ehe mit einem Mörder eingegangen ist. Dennoch kann sie ihre Gefühle für ihn nicht einfach abschütteln und tief in ihrem Inneren hofft sie weiterhin darauf, dass er unschuldig ist, auch wenn die Umstände mehr und mehr gegen ihn sprechen. In ihrer Verzweiflung und Hilflosigkeit nimmt sie gerne die ihr angebotene Hilfe des Belgiers Janic Bové an, der vorgibt, ein alter Freund von Richard zu sein, als dieser noch EU-Beamter in Prag war.
Während in einem verfallenen Hochhaus die sterblichen Überreste eines Auftragsmörders der russischen Mafia aufgefunden werden, wird jedoch klar, dass Bové ein verdeckt ermittelnder Polizist ist, der nur im Sinn hat, über Katharina an Richard heranzukommen. In der Folge nimmt Richard heimlich Kontakt zu Katharina auf und organisiert ein Treffen. Dabei gibt er zu, dass er in die Falschgeldaffäre verwickelt ist und deswegen unerkannt bleiben muss. Jedoch beteuert er, dass er niemanden umgebracht hat. In die ganze Geschichte sei er nur hereingeraten, weil er der Meinung war, Katharina mehr im Leben bieten zu können als nur einen kleinkarierten Beamten. In Richards Aussagen spürt Katharina seine Hilflosigkeit, ist sich jedoch nicht sicher, ob sie all seinen Beteuerungen Glauben schenken kann.
Die ganzen Wendungen und schockierenden Erlebnisse haben allerdings auch bezweckt, dass Katharina, das eher schüchterne Mädchen aus Köln, sich auf ihre eigenen Stärken besinnt. Mit einem ungeheuren Selbstvertrauen ausgerüstet beschließt sie, den Mafiaboss Orlov in seinem eigenen Etablissement zur Rede zu stellen, um die ganze Wahrheit zu erfahren.

## Produktionsnotizen
Die Hofmann & Voges Entertainment GmbH (München) produzierte den Kriminalfilm im Auftrag des ZDF. Peter Bausch war für das Szenenbild verantwortlich. Die Dreharbeiten begannen am 16. Februar 2004 und endeten am 19. März desselben Jahres. Gedreht wurde in Prag.

## Erscheinungstermine und abweichende Filmtitel
Mörderische Suche wurde am 13. Dezember 2004 erstmals im ZDF ausgestrahlt. In Ungarn wurde die Produktion unter dem Titel Gyilkos nyomozás gezeigt.

## Kritiken
TV Spielfilm ist der Ansicht, dass die Handlung des Films keine Spannung bietet. Das gemäßigte Fazit der Programmzeitschrift lautet: „Vorhersehbar wie Frost im Dezember“.
Die Fernsehzeitschrift TV Today urteilt ähnlich scharf und ist in ihrer Zusammenfassung der Ansicht, dass „Katharina Benedek [...] in Prag eine Überraschung nach der anderen [erlebt]. Der Zuschauer leider nicht“.
Die Kritik der Fernsehzeitschrift prisma fällt dagegen etwas wohlwollender aus: „Mit stimmungsvollen Bildern aus der Altstadt der tschechischen Metropole schildert Regisseur Johannes Grieser ("Tödliches Vertrauen") mit diesem TV-Thriller eine spannende, wenn auch nicht immer stimmige Geschichte über Liebe, Vertrauen und Betrug“.
Das Lexikon des internationalen Films konstatiert in seinem Schlusssatz: „Solider Krimi mit atmosphärischen Bildern aus Prag“.